# Adam Chmiel
Adam Chmiel (ur. 24 grudnia 1865 w Słomniczkach, zm. 13 lutego 1934 w Krakowie) – polski historyk kultury, archiwista, znawca i miłośnik Krakowa.

## Życiorys
Był synem stolarza Wita Kmiela i Franciszki z Ossuchowskich. Uczęszczał do szkoły powszechnej św. Floriana i gimnazjum św. Anny w Krakowie. W latach 1886–1890 studiował historię, filologię i geografię na Uniwersytecie Jagiellońskim. Po studiach podjął pracę w Archiwum Akt Dawnych w Krakowie, z którym pozostał związany do końca życia; był tam adiunktem (1898-1903), archiwariuszem (1903-1917), od 1917 dyrektorem. Pracował również na UJ jako historiograf uczelni (od 1901) i opiekun Archiwum (od 1909); w latach 1910-1918 był konserwatorem w Radzie Archiwalnej w Wiedniu. W 1917 opiniował opracowane przez Komisję Archiwalną Tymczasowej Rady Stanu projekty nowej ustawy i regulaminów archiwalnych. Jego stanowisko zostało potem wykorzystane podczas prac nad reskryptem Rady Regencyjnej o archiwach.
Zajmował się dziejami kultury i Krakowa, sfragistyką i paleografią. Przygotował do druku wiele dokumentów archiwalnych, m.in. tomy II i III wykazów studentów UJ z lat 1490–1606 (Album studiosorum Universitatis Cracoviensis, 1904). W badaniach sfragistycznych starał się zwracać uwagę nie tylko na elementy heraldyczne pieczęci, ale i stronę artystyczną; szczególne badania poświęcił pieczęci UJ. Redagował pismo "Przewodnik Bibliograficzny". Zaprzyjaźniony ze Stanisławem Wyspiańskim, udzielał mu wskazówek historycznych dotyczących dramatów, przygotował z Tadeuszem Sinką Dzieła Wyspiańskiego w pięciu tomach (1924-1929). Wyspiański namalował kilka portretów Chmiela.
W 1933 Uniwersytet Jagielloński nadał mu doktorat honoris causa; był członkiem korespondentem PAU (1925), członkiem założycielem (1896), wieloletnim skarbnikiem (1896-1933) i wiceprezesem (od 1933) Towarzystwa Miłośników Historii i Zabytków Krakowa. Przyczynił się do powołania w 1899 Muzeum Historycznego Miasta Krakowa. Należał także do Komisji Centralnej Konserwatorskiej w Wiedniu (1899), Związku Bibliotekarzy Polskich (wiceprezes i członek honorowy Krakowskiego Koła), Towarzystwa Naukowego we Lwowie (1922 członek przybrany), Towarzystwa Numizmatycznego w Krakowie, Związku Literatów Polskich. Marian Friedberg określił go mianem "encyklopedii swoich specjalności", szczególnie dziejów Krakowa.
Pochowany został na cmentarzu Rakowickim w Krakowie, w kwaterze Gd.

## Niektóre prace

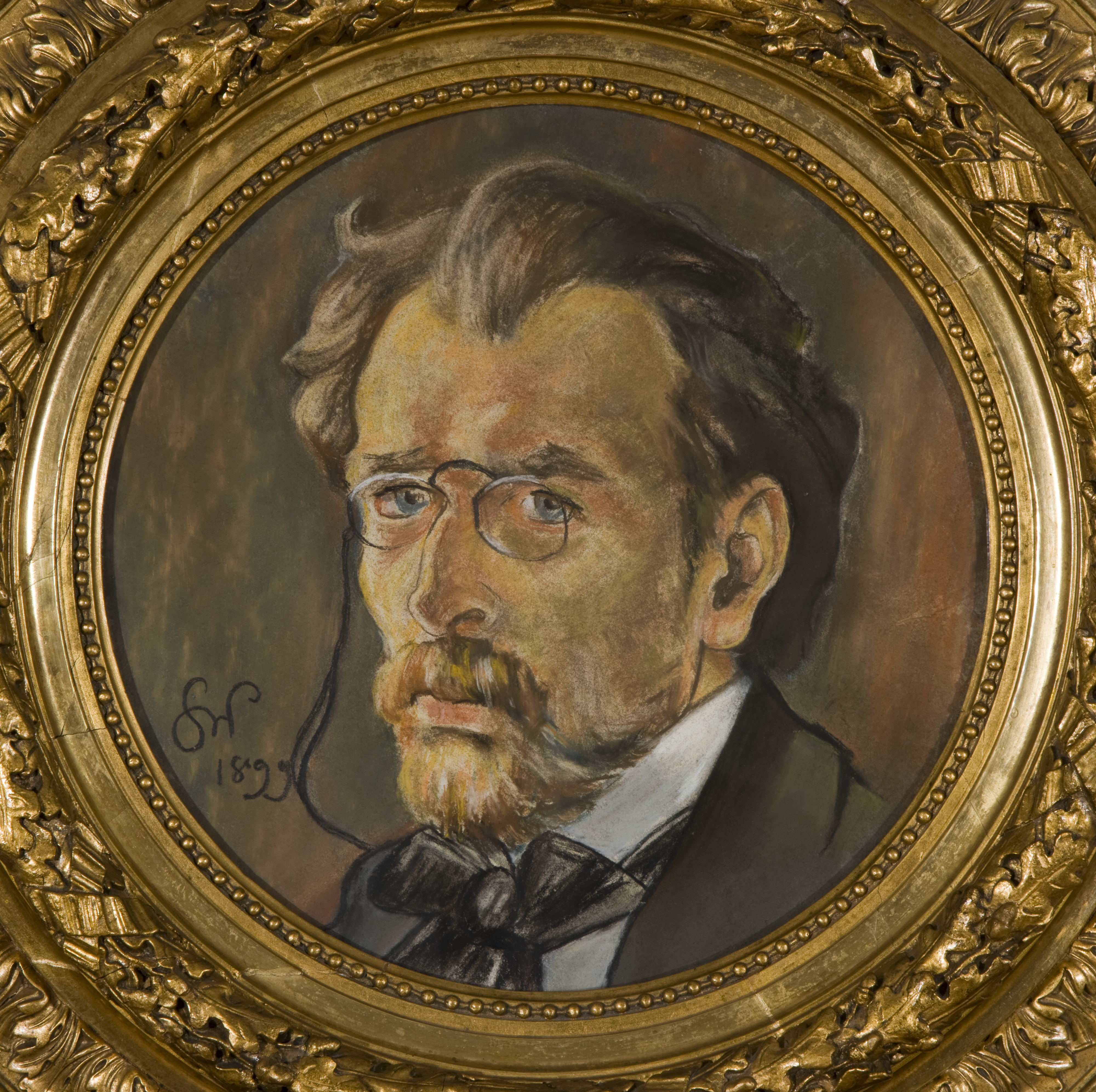
Portret Adama Chmiela, Stanisław Wyspiański (1899)

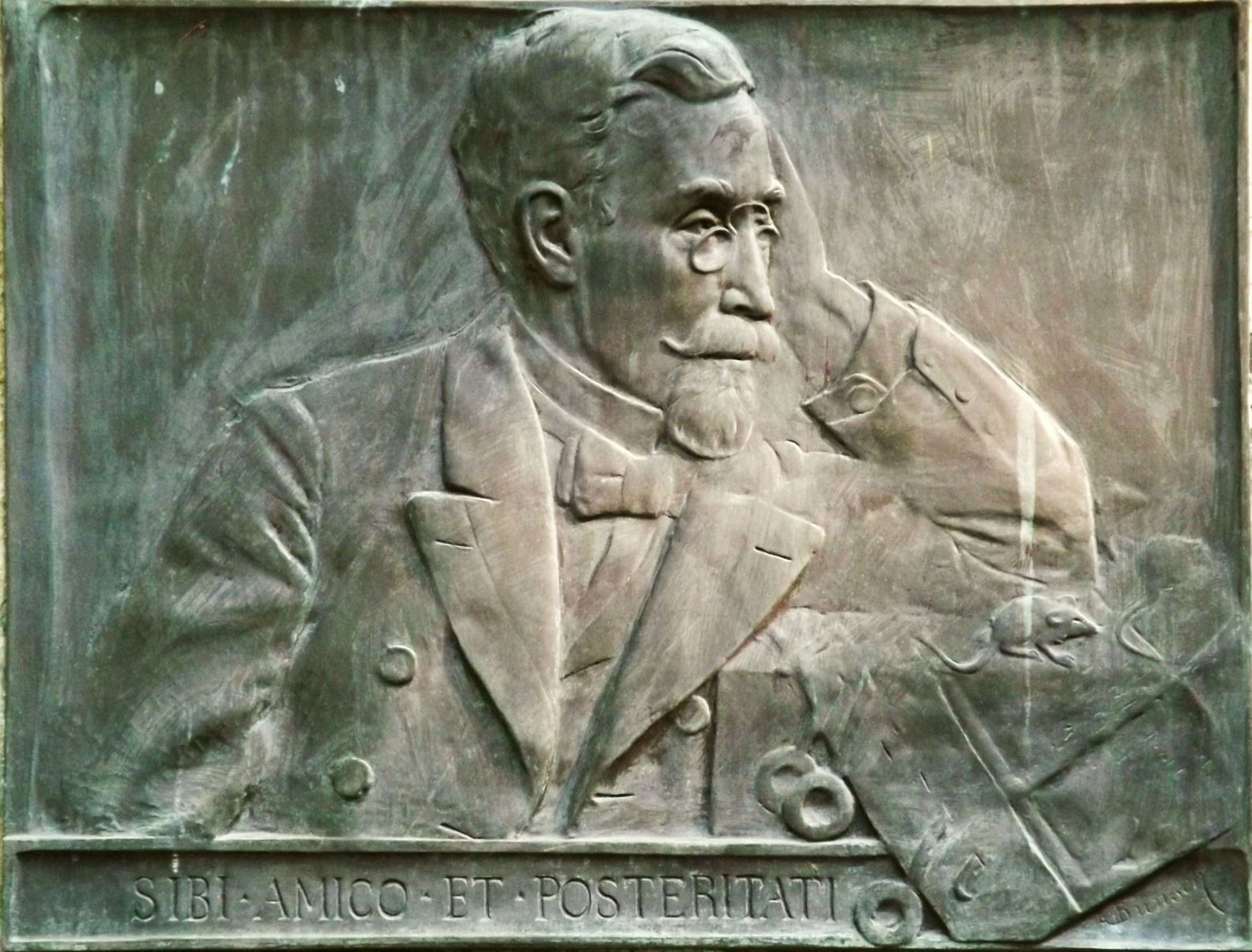
Płaskorzeźba portretowa Adama Chmiela autorstwa Alojzego Bunscha, umieszczona na grobowcu na cmentarzu Rakowickim w Krakowie

- O początku rodu w kronice Nestora (1887);
- Stosunek Kazimierza Wielkiego do Karola IV w latach 1360-1364 (1890, przygotowana praca doktorska);
- Ustawy cen dla miasta starej Warszawy od roku 1606 do 1627 (1893);
- Pieczęcie miast Krakowa, Kazimierza, Kleparza i jurydyk krakowskich do końca XVIII wieku (1903);
- Wskazówki do inwentaryzacji rękopisów (1903)[4];
- Uwagi archiwalno-paleograficzne nad pieśnią Bogurodzica w rękopisie Biblioteki Jagiellońskiej Nr 11619 (1904);
- Garncarze krakowscy (1907)[5];
- Pieczęcie miasta Krakowa, Kazimierza, Kleparza i jurydyk krakowskich do końca XVIII w. (1917);
- Sądy ratuszne hetmańskie. Kartka z życia mieszczan krakowskich w XVI wieku (1907);
- Rachunki dworu królewskiego 1544-1567(1911)[6];
- Większa pieczęć Uniwersytetu Jagiellońskiego z roku 1659 (1911);
- Domy krakowskie (1911 – 1934);
- Wawel, materiały archiwalne do budowy zamku (1913)[7];
- O strój polski (1917);
- Pieczęcie Uniwersytetu Jagiellońskiego (1917)[8];
- Introligatorzy cudzoziemscy i zamiejscowi w Krakowie w latach 1574-1646 (1929)[9];
- Rzeźnicy krakowscy (1930)[10];
- Księgi radzieckie Kazimierza 1369-1402 (1932)[11].